# Самарлаг
Самарський ВТТ та будівництво Куйбишевського гідровузла (Самарлаг) — підрозділ, що діяв в структурі Управління Будівництва Куйбишевського гідровузла (СКГУ, Куйбишевстрой) Головного управління виправно-трудових таборів Народного комісаріату внутрішніх справ СРСР. Був створений в 1937 році для будівництва Куйбишевського гідровузла.
Постановою Раднаркому від 11 жовтня 1940 будівництво гідровузла було законсервовано, тому що більш актуальними були визнані роботи з будівництва авіаційних заводів в районі Безім'янки. Частина ув'язнених, управління будівництва та інженерно-технічний персонал перевели на будівництво Волго-Балтійського водного шляху.

## Діяльність
- обслуговування робіт Куйбишевбуду НКВД, в тому числі — буд-ва Куйбишевської ГЕС (не закінчена),
- буд-во Безім'янської і Куйбишевської ТЕЦ, дизельної електростанції, Жигулівської підстанції, цементного, цегельного і хутрового з-дів,
- буд-во залізниці Безім'янка-Красна Глинка (42,5 км), Сизрань-Переволоки (59 км), дорожніх магістралей Красноглінського вузла, житлове буд-во.